# Філіпп I Орлеанський
Філіпп I Орлеанський (фр. Philippe, duc d'Orléans; 21 вересня 1640, Сен-Жермен-ан-Ле — 8 червня 1701, Сен-Клу) — молодший син Людовика XIII і Анни Австрійської, брат Людовика XIV — 64-го короля Франції. Мав титули: «Єдиний брат короля» (фр. le Frère unique du Roi), «Мосьє» (фр. Monsieur), Герцог Орлеанський (фр. Duc d'Orléans). Родоначальник Орлеанської гілки дому Бурбонів.
Був успішним воєначальником, що командував французькими військами у Деволюційній та Франко-голландській війнах, остання з яких завершилася його перемогою над Вільгельмом Оранським у битві при Касселі.

## Біографія
Народився 21 вересня 1640 в Сен-Жермен-ан-Ле. У 1661 році, після смерті свого дядька герцога Гастона Орлеанського, Філіпп став герцогом Орлеанським, до цього він мав титул герцога Анжуйського.
31 березня 1661 року взяв за дружину Анну Генріету Стюарт, сестру Карла II — короля Англії. Їх шлюб був нещасливим, значною мірою через гомосексуальні відносини Філіппа з шевальє де Лореном. У 1670 році герцогиня померла. 16 листопада 1671 Філіпп одружився з принцесою Пфальцькою Єлизаветою Шарлоттою, дочкою курфюрста Пфальца Карла Людвіга.
Філіпп помер у Сен-Клу в 1701 році від інсульту, що стався після запеклої суперечки з королем з приводу шлюбів їхніх дітей. У цей період Людовик XIV вже залишив колишню розкіш двору і дотримувався суворого релігійного благочестя.

## Особисте життя

### Сексуальна орієнтація
У дитинстві Філіппа королева Анна зверталася до нього на прізвисько «моя маленька дівчинка», і заохочувала його одягатися жіночно, цю звичку, він зберіг протягом всього життя. Сучасник згодом назвав його «найдурнішою жінкою, яка коли-небудь жила», натякаючи на його жіночність. У молодості Філіпп одягався та відвідував бали та вечірки в жіночому вбранні, наприклад, одягнений як пастушка. Оскільки при дворі була жива пам'ять про зраду Гастона, що була спричинена не лише Фрондою, але й його таємною втечею з іноземною принцесою, яка роками відчужувала королівських братів, гомосексуальна активність Філіппа не була небажаною, оскільки вважалося, що вона зменшує будь-яку потенційну загрозу, яку він міг становити для свого старшого брата. 1658 рік був ключовим роком, коли сексуальність Філіппа чітко визначилася. Відповідно до придворних, пліток племінник кардинала Мазаріні, Філіп Жюль Манчіні, герцог Неверський, був «першим, хто зіпсував» Філіппа тим, що називалося «італійською вадою» — тогочасним жаргонним означенням чоловічої гомосексуальності. Того ж року Філіпп вперше зв'язався з Філіпом де Лотаринзьким, відомим також як Шевальє де Лоррен, його коханцем, з яким він мав найтісніший емоційний зв'язок протягом усього свого життя.

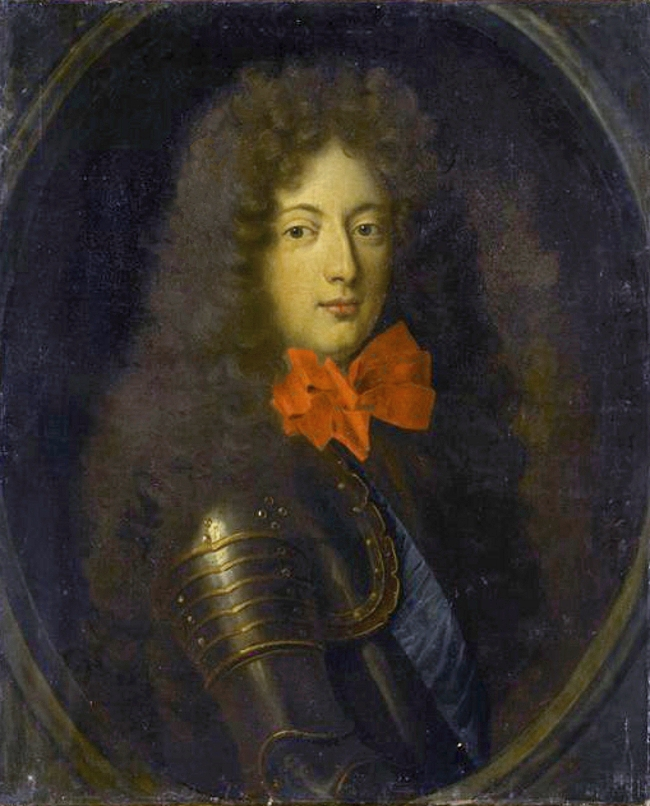
Шевальє де Лоррен, бл 1670

Після одруження він мав відкриті романтичні стосунки з німецькими дворянами, не приділяючи достатньо уваги жодній зі своїх двох дружин. Фаворити Філіппа, були неодмінно молодшими, вродливими чоловіками, що домінували в сучасних та історичних коментарях про його роль при дворі, як і міньйони Генріха III. Філіпп був захоплений Арманом де Грамоном, графом де Гішем, що був відомий своєю зарозумілістю. При дворі також ходили чутки про те, що Філіпп мав коханку і виявляв інтерес до герцогині Мерсерської, племінниці Мазаріні. Ще одним коханцем Філіппа був Антуан Куаф'є, маркіз д'Еффіа. Останній увійшов у життя Філіппа як капітан полювання і залишався в його домі до самої смерті Філіппа.
Поміж коханців виділявся Філіп Лотаринзький-Арманьяк,, що ніколи не був одружений, та якого описували як «підступного, жорстокого та позбавленого докорів сумління». Як члена дому Ґізів, що мав статус «іноземного принца» (фр. prince étranger), Філіпп міг тримати його біля себе при дворі та просувати по службі у власному дворі, спершу не спричиняючи скандалу чи образи чиїхось почуттів. У січні 1670 року дружина Філіппа вмовила короля ув'язнити Лотаринзького-Арманьяка, спочатку поблизу Ліона, а згодом у середземноморській острівній фортеці Іф. Зрештою, його було заслано до Риму. Однак до лютого протести та благання герцога Орлеанського переконали короля повернути його до оточення брата.

### Родина
1 Дружина — Анна Генріетта Стюарт
Діти:
- Шарль, герцога Валуа, помер дитиною
- Марія Луїза Орлеанська, дружина Карла II — короля Іспанії
- Анна Марія, дружина герцога Віктора Амадея II Савойського
- дочка, яка померла ще в дитинстві.

2 Дружина — Єлизавета-Шарлотта Пфальцька (1652—1722)
Діти:
- Людовик Орлеанський, герцог Валуа
- Філіпп ІІ Орлеанський — регент Франції (у період, коли королю Людовику XV було 5 років)
- Єлизавета Шарлотта, дружина Леопольда, герцога Лотарингії

## Зображення в літературі та кіно
- У книзі «Віконт де Бражелон, або Десять років потому» Александра Дюма;
- У фільмах про Анжеліку («Анжеліка — маркіза янголів», «Шлях до Версалю»);
- У фільмі Курта Гофмана — «Лізелотта з Пфальцу» (1966);
- У фільмі Роже Планшона «Луї, король — дитя» (Франція, 1993)
- У фільмі Ролана Жоффе «Ватель» (2000);
- У мюзиклі «Король-Сонце»;
- У серіалі «Версаль» (2015—2018)

## Галерея

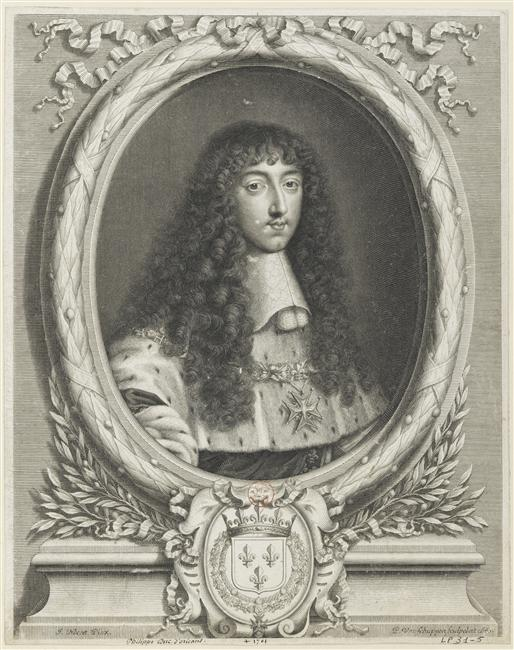
Портрет молодого Філіппа як герцога Анжуйського
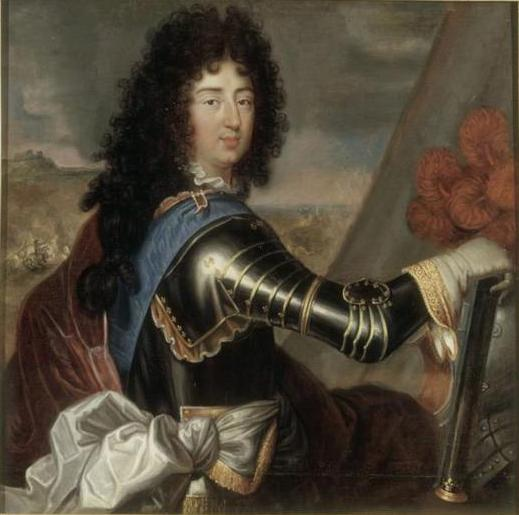
Портрет Філіппа І як герцога Орлеанського
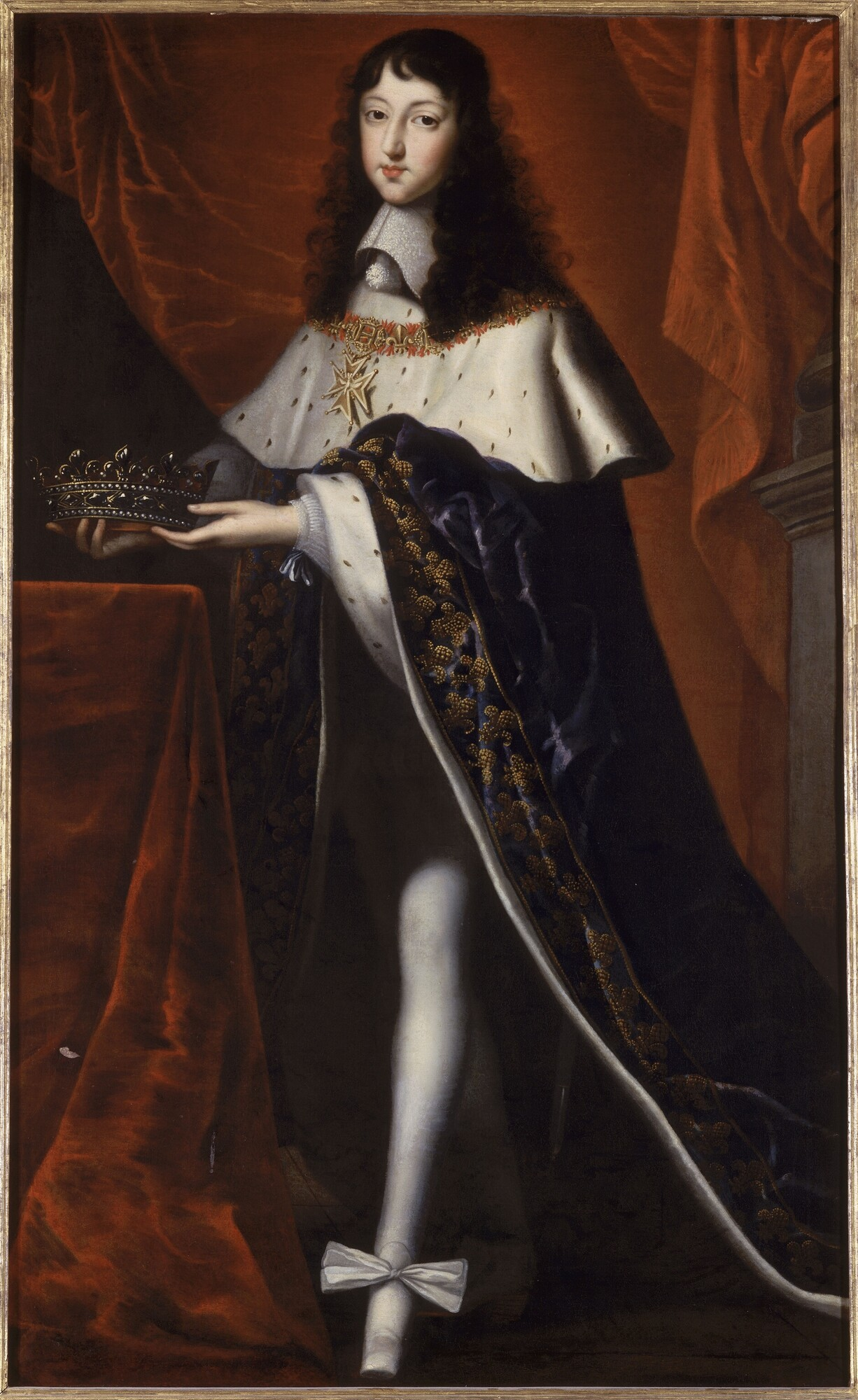
Філіпп І перед коронацією брата — Людовика XIV
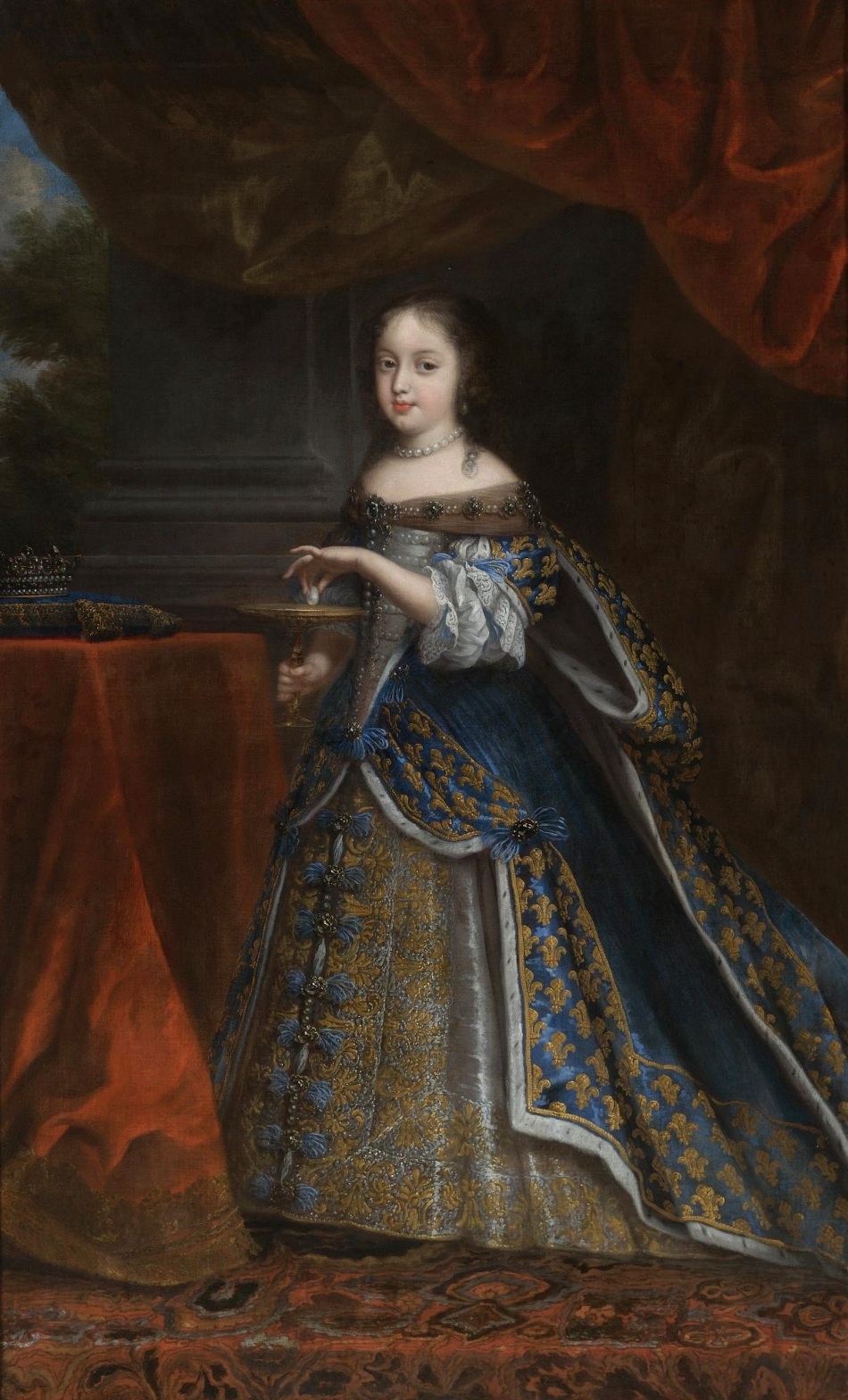
Перша дружина Філіппа І — Анна Генріетта Стюарт
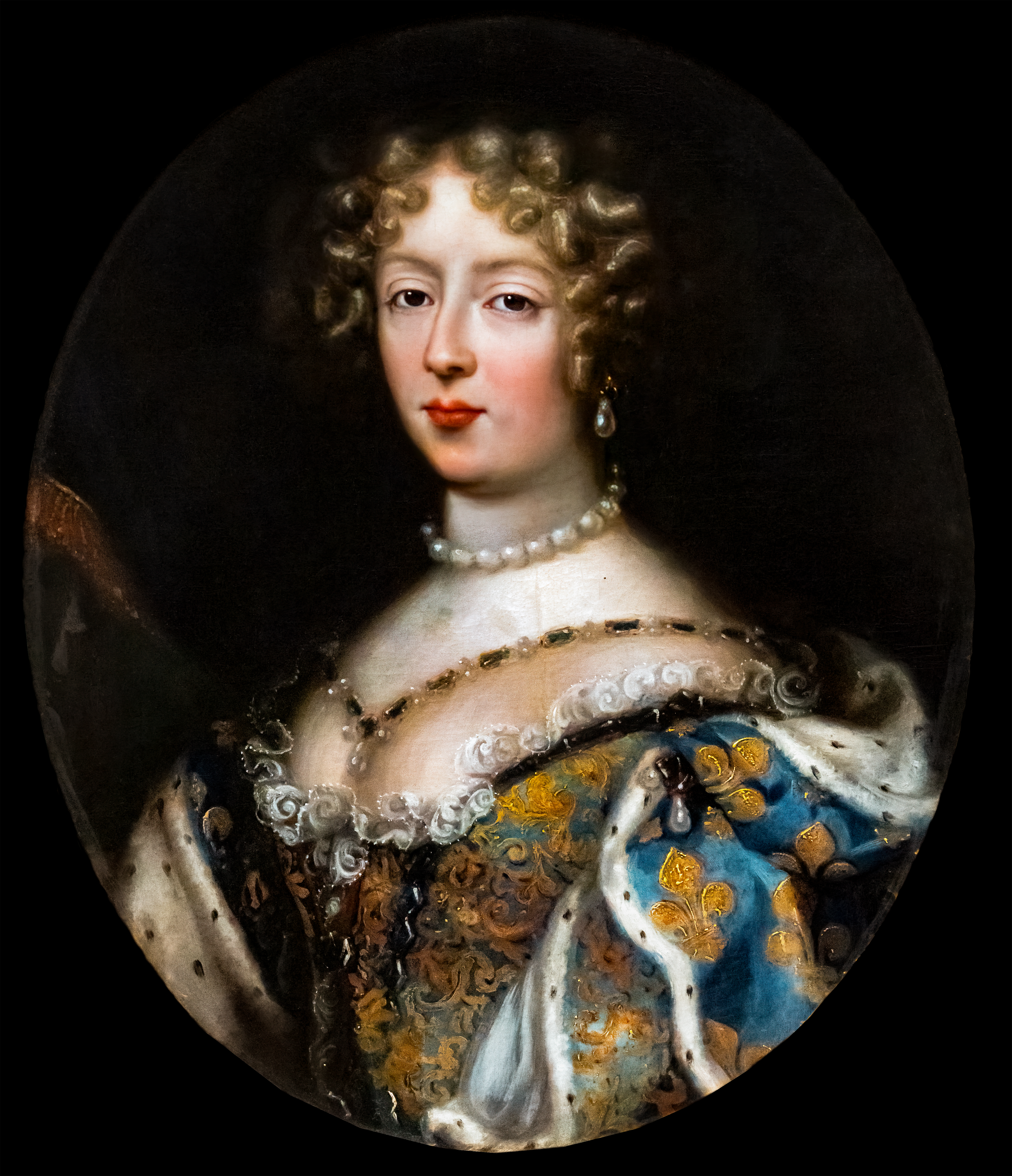
Друга дружина Філіппа І — Єлизавета Шарлотта Пфальцька

## Генеалогія
|                  |                  |                  |                  |                  |                  |           |           |           |           |           |           |              |              |              |              |                    |                    |                    |                    |                    |                    |              |              |                 |                 |                 |                 |                 |                 |  |  | Фердинанд I | Фердинанд I | Фердинанд I | Фердинанд I | Фердинанд I | Фердинанд I |           |           | Анна I           | Анна I           | Анна I           | Анна I           | Анна I           | Анна I           |                  |                  |                  |                  |         |         |                       |                       |                       |                       |                       |                       |                      |                      |                      |                      |
|                  |                  |                  |                  |                  |                  |           |           |           |           |           |           |              |              |              |              |                    |                    |                    |                    |                    |                    |              |              |                 |                 |                 |                 |                 |                 |  |  | Фердинанд I | Фердинанд I | Фердинанд I | Фердинанд I | Фердинанд I | Фердинанд I |           |           | Анна I           | Анна I           | Анна I           | Анна I           | Анна I           | Анна I           |                  |                  |                  |                  |         |         |                       |                       |                       |                       |                       |                       |                      |                      |                      |                      |
|                  |                  |                  |                  |                  |                  |           |           |           |           |           |           |              |              |              |              |                    |                    |                    |                    |                    |                    |              |              |                 |                 |                 |                 |                 |                 |  |  |             |             |             |             |             |             |           |           |                  |                  |                  |                  |                  |                  |                  |                  |                  |                  |         |         |                       |                       |                       |                       |                       |                       |                      |                      |                      |                      |
|                  |                  |                  |                  |                  |                  |           |           |           |           |           |           |              |              |              |              |                    |                    |                    |                    |                    |                    |              |              |                 |                 |                 |                 |                 |                 |  |  |             |             |             |             |             |             |           |           |                  |                  |                  |                  |                  |                  |                  |                  |                  |                  |         |         |                       |                       |                       |                       |                       |                       |                      |                      |                      |                      |
| Антуан де Бурбон | Антуан де Бурбон | Антуан де Бурбон | Антуан де Бурбон | Антуан де Бурбон | Антуан де Бурбон |           |           | Жанна III | Жанна III | Жанна III | Жанна III | Жанна III    | Жанна III    |              |              | Франческо I Медічі | Франческо I Медічі | Франческо I Медічі | Франческо I Медічі | Франческо I Медічі | Франческо I Медічі |              |              | Іоанна Габсбург | Іоанна Габсбург | Іоанна Габсбург | Іоанна Габсбург | Іоанна Габсбург | Іоанна Габсбург |  |  | Філіп II    | Філіп II    | Філіп II    | Філіп II    | Філіп II    | Філіп II    |           |           | Анна Австрійська | Анна Австрійська | Анна Австрійська | Анна Австрійська | Анна Австрійська | Анна Австрійська |                  |                  | Карл II          | Карл II          | Карл II | Карл II | Карл II               | Карл II               |                       |                       | Марія Анна Баварська  | Марія Анна Баварська  | Марія Анна Баварська | Марія Анна Баварська | Марія Анна Баварська | Марія Анна Баварська |
| Антуан де Бурбон | Антуан де Бурбон | Антуан де Бурбон | Антуан де Бурбон | Антуан де Бурбон | Антуан де Бурбон |           |           | Жанна III | Жанна III | Жанна III | Жанна III | Жанна III    | Жанна III    |              |              | Франческо I Медічі | Франческо I Медічі | Франческо I Медічі | Франческо I Медічі | Франческо I Медічі | Франческо I Медічі |              |              | Іоанна Габсбург | Іоанна Габсбург | Іоанна Габсбург | Іоанна Габсбург | Іоанна Габсбург | Іоанна Габсбург |  |  | Філіп II    | Філіп II    | Філіп II    | Філіп II    | Філіп II    | Філіп II    |           |           | Анна Австрійська | Анна Австрійська | Анна Австрійська | Анна Австрійська | Анна Австрійська | Анна Австрійська |                  |                  | Карл II          | Карл II          | Карл II | Карл II | Карл II               | Карл II               |                       |                       | Марія Анна Баварська  | Марія Анна Баварська  | Марія Анна Баварська | Марія Анна Баварська | Марія Анна Баварська | Марія Анна Баварська |
|                  |                  |                  |                  |                  |                  |           |           |           |           |           |           |              |              |              |              |                    |                    |                    |                    |                    |                    |              |              |                 |                 |                 |                 |                 |                 |  |  |             |             |             |             |             |             |           |           |                  |                  |                  |                  |                  |                  |                  |                  |                  |                  |         |         |                       |                       |                       |                       |                       |                       |                      |                      |                      |                      |
|                  |                  |                  |                  | Генріх IV        | Генріх IV        | Генріх IV | Генріх IV | Генріх IV | Генріх IV |           |           |              |              |              |              |                    |                    |                    |                    | Марія Медічі       | Марія Медічі       | Марія Медічі | Марія Медічі | Марія Медічі    | Марія Медічі    |                 |                 |                 |                 |  |  |             |             |             |             | Філіп III   | Філіп III   | Філіп III | Філіп III | Філіп III        | Філіп III        |                  |                  |                  |                  |                  |                  |                  |                  |         |         | Маргарита Австрійська | Маргарита Австрійська | Маргарита Австрійська | Маргарита Австрійська | Маргарита Австрійська | Маргарита Австрійська |                      |                      |                      |                      |
|                  |                  |                  |                  | Генріх IV        | Генріх IV        | Генріх IV | Генріх IV | Генріх IV | Генріх IV |           |           |              |              |              |              |                    |                    |                    |                    | Марія Медічі       | Марія Медічі       | Марія Медічі | Марія Медічі | Марія Медічі    | Марія Медічі    |                 |                 |                 |                 |  |  |             |             |             |             | Філіп III   | Філіп III   | Філіп III | Філіп III | Філіп III        | Філіп III        |                  |                  |                  |                  |                  |                  |                  |                  |         |         | Маргарита Австрійська | Маргарита Австрійська | Маргарита Австрійська | Маргарита Австрійська | Маргарита Австрійська | Маргарита Австрійська |                      |                      |                      |                      |
|                  |                  |                  |                  |                  |                  |           |           |           |           |           |           |              |              |              |              |                    |                    |                    |                    |                    |                    |              |              |                 |                 |                 |                 |                 |                 |  |  |             |             |             |             |             |             |           |           |                  |                  |                  |                  |                  |                  |                  |                  |                  |                  |         |         |                       |                       |                       |                       |                       |                       |                      |                      |                      |                      |
|                  |                  |                  |                  |                  |                  |           |           |           |           |           |           | Людовик XIII | Людовик XIII | Людовик XIII | Людовик XIII | Людовик XIII       | Людовик XIII       |                    |                    |                    |                    |              |              |                 |                 |                 |                 |                 |                 |  |  |             |             |             |             |             |             |           |           |                  |                  |                  |                  | Анна Австрійська | Анна Австрійська | Анна Австрійська | Анна Австрійська | Анна Австрійська | Анна Австрійська |         |         |                       |                       |                       |                       |                       |                       |                      |                      |                      |                      |
|                  |                  |                  |                  |                  |                  |           |           |           |           |           |           | Людовик XIII | Людовик XIII | Людовик XIII | Людовик XIII | Людовик XIII       | Людовик XIII       |                    |                    |                    |                    |              |              |                 |                 |                 |                 |                 |                 |  |  |             |             |             |             |             |             |           |           |                  |                  |                  |                  | Анна Австрійська | Анна Австрійська | Анна Австрійська | Анна Австрійська | Анна Австрійська | Анна Австрійська |         |         |                       |                       |                       |                       |                       |                       |                      |                      |                      |                      |
|                  |                  |                  |                  |                  |                  |           |           |           |           |           |           |              |              |              |              |                    |                    |                    |                    |                    |                    |              |              |                 |                 |                 |                 |                 |                 |  |  |             |             |             |             |             |             |           |           |                  |                  |                  |                  |                  |                  |                  |                  |                  |                  |         |         |                       |                       |                       |                       |                       |                       |                      |                      |                      |                      |
|                  |                  |                  |                  |                  |                  |           |           |           |           |           |           |              |              |              |              |                    |                    |                    |                    |                    |                    |              |              |                 |                 |                 |                 | Філіпп          |                 |  |  |             |             |             |             |             |             |           |           |                  |                  |                  |                  |                  |                  |                  |                  |                  |                  |         |         |                       |                       |                       |                       |                       |                       |                      |                      |                      |                      |